# Джерела Библо, Ключемиї, Озерце, Вікно
«Джере́ла Библо, Ключеми́ї, Озе́рце, Вікно́» — втрачена гідрологічна пам'ятка природи, що була оголошена рішенням Івано-Франківського облвиконкому № 451 від 15 липня 1996 року на землях сіл Набережна, Дитятин, Озерце, Нараївка.
Адміністративне розташування — Галицький район Івано-Франківської області. Площа — 3 га.

## Скасування
Станом на 1 січня 2016 року об'єкт відсутній в офіційних переліках територій та об'єктів природно-заповідного фонду, оприлюднених на Єдиному державному вебпорталі відкритих даних [Архівовано 4 травня 2016 у Wayback Machine.]. Проте ні в Міністерстві екології та природних ресурсів України, ні у Департаменті екології та природних ресурсів Івано-Франківської обласної державної адміністрації відсутня інформація про те, коли і яким саме рішенням було скасовано даний об'єкт природно-заповідного фонду. Таким чином, причина та дата скасування на сьогодні не відомі. Вся інформація про стоворення об'єкту взята із текстів зазначених у статті рішень обласної ради, що надані Державним управлянням екології та природних ресурсів Івано-Франківської області Всеукраїнській громадській організації «Національний екологічний центр України» . Відповідно до листа Міністерства екології та природних ресурсів України № 9-04/18-16 від 11.01.2016 року «Щодо надання роз'яснення», з якого слідує, що вся інформація про установи природно-заповідного фонду є відкритою.
Дослідження щодо цієї та інших втрачених територій проводять волонтери Міжнародної благодійної організації «Екологія-Право-Людина»